# Аґнєшка Влодарчик
Аґнєшка Влодарчик (пол. Agnieszka Włodarczyk; 13 грудня 1980, Славно) — польська актриса і співачка.

## Біографія
Народилась 13 грудня 1980 року в місті Славно Західнопоморського воєводства Польщі.
Свої перші кроки як акторка вона зробила в театрі Баффо у Варшаві. Її акторським дебютом був польський варіант мюзиклу «Метро».
У 1996 році вона була вибрана для ролі Сари у фільмі «Охоронець для доньки» з понад сто кандидаток.

## Фільмографія
- 1997 — Охоронець для доньки|Sara (Сара)
- 1997|1998 — 13 дільниця|13 posterunek|Аґнєшка Цезари
- 2000 — 13 дільниця - 2|13 posterunek 2|Аґнєшка Цезари
- 2000 — Перший мільйон|Pierwszy milion|блондинка
- 2000 — На добре і на зле|Na dobre i na złe|Бася
- 2001|2007 — Пасторат|Plebania|Вікторія
- 2001 — Ранок койота|Poranek kojota|дівчина
- 2001 — Стати міс|Zostać miss|Текла Казмарек
- 2002 — Зроби свою справу|Rób swoje, ryzyko jest twoje|Телімена Хоффман
- 2002 — Е-мс2|E-mc2|Стелла
- 2003 — Стати міс 2|Zostać miss 2|Текла Казмарек
- 2004 — Ніколи в житті|Nigdy w życiu!|Йоланта
- 2004 — Кабани|Dziki|Магда Ліпська
- 2004 — Кримінальний|Kryminalni|Літіцка
- 2005 — Czego się boją faceci, czyli seks w mniejszym mieście|Ольга
- 2005 — Кабани 2: Поєдинок|Dziki 2: Pojedynek|Магда Ліпська
- 2006 — Уроки англійської|Job, czyli ostatnia szara komórka|Кароліна
- 2007 — Я вам покажу!|Ja wam pokażę!|Іренка
- 2008 — Daleko od noszy|дівчина
- 2009 — Перше кохання|Pierwsza miłość|Анна Білевська

## Дискографія
- 2007 — Nie dla oka

## Визнання та нагороди
- 1999 — Приз за найкращий дебют на фестивалі Стожари (роль Сари у фільмі «Охоронець для доньки»)